# Friedrich Buchardt
Friedrich Buchardt (Riga, 17 marzo 1909 – Nußloch, 20 dicembre 1982) è stato un militare tedesco, funzionario delle SS tedesche al comando del Vorkommando Moskau, una divisione dell'Einsatzgruppe B. Nel dopoguerra lavorò per l'MI6 fino al 1947, ed in seguito si presume per la CIA. Buchardt non fu mai perseguito nel dopoguerra, essendo uno degli agenti con la reputazione più oscura usati dall'Occidente dopo la seconda guerra mondiale.

## Biografia

### Studi e anni '30
Di origine tedesca baltica, Buchardt studiò a Riga e poi legge all'Università di Berlino e all'Università di Jena. La sua tesi fu intitolata "I diritti delle minoranze nazionali in Lettonia e la sua importanza e amministrazione internazionale". Si unì alle SA nell'ottobre 1933 ma se ne andò l'anno successivo trovandolo un corpo troppo plebeo.
Dopo aver completato i suoi studi, Buchardt tornò a Riga, dove cercò di organizzare un movimento nazionale tedesco-baltico sotto la guida di Erhard Kroeger. Buchardt finanziò e contribuì per il quotidiano filo-nazista Rigaschen Rundschau, che fu chiuso dalle autorità lettoni nel maggio 1934 a causa dei troppi legami con la Germania nazista.

### Carriera nelle SS
Mentre lavorava all'Università di Königsberg, incontrò Franz Six, il futuro leader del Vorkommando Moskau. Su consiglio dello stesso Six, Buchardt fu reclutato dal Sicherheitsdienst, lavorando sotto il comando di Six. Studiò la topografia e l'economia dell'Unione Sovietica e la distribuzione degli ebrei che vi abitavano. Alla fine degli anni '30, ricoprì una posizione prestigiosa presso il Wannsee Institut, il centro tedesco per gli studi dell'Unione Sovietica.
Al momento dell'invasione della Polonia, il 30enne Buchardt fu Obersturmführer a capo di un piccolo gruppo di ufficiali delle SS schierate nel porto di Gdynia con lo scopo di saccheggiare i suoi archivi, musei e biblioteche. L'anno successivo fu assegnato all'Ufficio per il reinsediamento di polacchi ed ebrei a Poznań, dove classificò il livello di "germanicità" dei vari settori della popolazione polacca su una scala da 1 a 5.
Nel 1940, Buchardt fu promosso a capo dell'SD a Lublino, dove lavorò sotto Odilo Globocnik e iniziò a partecipare direttamente all'Olocausto. Buchardt eseguì un lavoro simile a Łódź nel febbraio 1941, questa volta riferendo direttamente all'Ufficio Centrale per la Sicurezza del Reich.
Alla vigilia dell'operazione Barbarossa del giugno 1941, Buchardt fu richiamato e, per avere "esperienza del sangue" piuttosto che essere un semplice "studioso da scrivania", fu assegnato a Vorkommando Moskau dell'Einsatzgruppe B. Operò come ufficiale di collegamento tra Franz Six e il capo dell'Einsatzgruppe B, Arthur Nebe. Dopo l'inizio dell'offensiva contro Mosca nell'ottobre 1941, il mese successivo fu promosso a capo del Vorkommando Moskau.
Quando l'Armata Rossa respinse l'assalto contro Mosca, Buchardt fu richiamato a Łódź nel gennaio 1942, dove continuò il suo lavoro come capo dell'SD locale. Da gennaio a settembre 1942 supervisionò la deportazione di circa 80000 ebrei e rom nel campo di sterminio di Chełmno.
Nel febbraio 1943, Buchardt succedette a Wilhelm Wiebens come comandante dell'Einsatzkommando 9 dell'Einsatzgruppe B. L'unità di Buchardt fu probabilmente responsabile di decine di migliaia di vittime. Buchardt ricevette la Croce di ferro di prima classe e la Croce al merito di guerra e nel giugno 1944 fu promosso a Obersturmbannführer.
Inserito a Berlino, Buchardt diresse l'Amt III B 2 della RSHA, specializzata in questioni razziali ed etniche, sotto il comando di Otto Ohlendorf, a capo dell'Amt III. Dal dicembre 1944, Buchardt fu anche a capo del Sonderkommando Ost, che raccolse le informazioni sul personale russo vivente in territorio tedesco, compresi i membri dell'Esercito russo di liberazione del generale Andrey Vlasov.

## Nel dopoguerra
Con la sconfitta nell'aprile 1945, Otto Ohlendorf istituì un movimento clandestino chiamato Bundschuh, dal movimento Bundschuh. La Bundschuh dovette fungere da rete informativa a livello europeo degli agenti "di alto grado" che potessero essere utilizzati dalle organizzazioni eversive e terroristiche mentre conducevano la guerriglia contro gli Alleati. Ohlendorf nominò Buchardt come leader del settore sud-orientale della rete e fu inviato a Karlsbad. Gli eventi della guerra si mossero troppo rapidamente per i cospiratori della Bundschuh e Buchardt dovette ritirarsi all'interno del confine austro-tedesco. Poco dopo la guerra fu catturato dalle truppe americane e consegnato agli inglesi, che lo trattennero nel campo di prigionia di Rimini.
Durante la sua detenzione, Buchardt scrisse un documento intitolato "La gestione del problema russo durante il periodo del regime nazista in Germania", che descriveva in dettaglio le sue attività di spionaggio nell'Europa orientale e sottolineava l'importanza dei collaboratori nativi nelle operazioni delle SS. Il documento gettò le basi per le operazioni dell'MI6 nell'Europa orientale e permise a Buchardt di sfuggire alla giustizia ed essere assunto dall'MI6.
Nel 1947, l'MI6 lasciò Buchardt, che poi offrì i suoi servizi negli Stati Uniti, secondo Guy Walters (2009). Il rapporto del marzo 1950 del Counter Intelligence Corps degli Stati Uniti (CIC) osservò che Buchardt "potrebbe essere attualmente impiegato da un'agenzia di intelligence americana", presumibilmente la CIA. Il rapporto CIC fu creato per avvertire il Comando europeo degli Stati Uniti (EUCOM) di un possibile processo avviato contro Buchardt dall'Ufficio bavarese per l'indennità fondiaria. Buchardt non fu mai processato per nessuno dei suoi crimini.
Negli anni '50 si impegnò in politica nelle file del GB/BHE, con cui venne candidato al Bundestag senza successo alle elezioni del 1953.
Friedrich Buchardt può essere considerato il nazista con il più alto numero di omicidi impiegato dagli Alleati nel dopoguerra. Visse la maggior parte dei suoi giorni a Heidelberg e morì tranquillamente a Nußbach il 20 dicembre 1982.